# Urs App

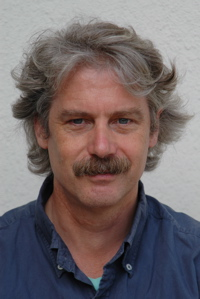
Urs App

Urs App (Rorschach, 10 de agosto de 1949) historiador suizo germanófono de ideologías y religiones interesado especialmente en la historia y los modos de interacción entre Occidente y Oriente, como el descubrimiento europeo (en especial el de Schopenhauer) de las religiones y filosofías asáticas. 

## Biografía
Urs App nació en la orilla del Lago de Constanza. Estudió psicología, filosofía y ciencia de las religión en Friburgo, Kioto y en Filadelfia, donde se doctoró en 1989 en ciencias de la religión en la Temple University.
De 1989 a 1999, fue profesor de Budismo Zen en Hanazono University Archivado el 6 de abril de 2024 en Wayback Machine. Kioto y director asociado del Instituto internacional de Investigaciones Zen en la Universidad de Hanazono (Director: Seizan YANAGIDA).
Más tarde decidió dedicarse a tiempo completo a la investigación y la escritura en el marco de instituciones europeas y japonesas. (Zenbunka kenkyujo, Koto; 2005-2007), el Fondo Nacional Suizo, FNS; 2007-2010) o la Scuola Italiana di Studi sull'Asia Orientale (ISEAS; 2010-2011); École Française d'Extrême-Orient (2012-).

## Obra
- Zen Meister Yunmen. Leben und Lehre des letzten Giganten der Zen-Klassik. Wil: UniversityMedia, 2018 (ISBN 978-3-906000-29-9)
- Zen Master Yunmen. His Life and Essential Sayings. Boulder: Shambhala, 2018 (ISBN 978-1-61180-559-8)
- Michel-Jean-François Ozeray and Urs App.The First Western Book on Buddhism and Buddha. Wil: UniversityMedia, 2017 (ISBN 978-3-906000-27-5)
- Schopenhauer's Compass. An Introduction to Schopenhauer's Philosophy and its Origins. Wil: UniversityMedia, 2014 (ISBN 978-3-906000-03-9)
- The Cult of Emptiness. The Western Discovery of Buddhist Thought and the Invention of Oriental Philosophy. Rorschach / Kyoto: UniversityMedia, 2012 (ISBN 978-3-906000-09-1) (mejores libros budistas del año 2012, Buddhadharma)[8]
- Schopenhauers Kompass. Rorschach / Kyoto: UniversityMedia, 2011 (ISBN 978-3-906000-08-4 [hardcover] and ISBN 978-3-906000-02-2 [paperback])
- Richard Wagner and Buddhism. Rorschach / Kyoto: UniversityMedia, 2011 (ISBN 978-3-906000-00-8)
- The Birth of Orientalism. Philadelphia: University of Pennsylvania Press, 2010 (ISBN 978-0-8122-4261-4)[9] (premio 2012, Académie des Inscriptions et Belles-Lettres)[10]
- Arthur Schopenhauer and China. Sino-Platonic Papers Nr. 200 (April 2010) (8,7 Mb PDF, 172 p.)
- William Jones's Ancient Theology. Sino-Platonic Papers Nr. 191 (September 2009) (3.7 Mb PDF, 125 p.)
- Más de veinte volúmenes de concondancias de textos del zen chino.[11]
- Richard Wagner und der Buddhismus: Liebe – Tragik. Zürich: Museum Rietberg, 1997. Nueva edición: Rorschach / Kyoto: UniversityMedia, 2011 (ISBN 978-3-906000-10-7)
- Zen-Worte vom Wolkentor-Berg. Darlegungen und Gespräche des Zen-Meisters Yunmen Wenyan (864–949). Berna / Múnich: Barth, 1994
- Master Yunmen. New York: Kodansha International, 1994.
- Facets of the Life and Teaching of Chan Master Yunmen Wenyan (864-949) Archivado el 3 de marzo de 2016 en Wayback Machine.. Ann Arbor: University Microfilms International, 342 pp. (Ph. D. Dissertation, Temple University, 1989)

### Obra audiovisual
- Slow photography: Koichiro Kurita (2018)
- Sengai (2014)
- Der Teebesen (2003)
- Vers la forêt de pins de Tōhaku (2002)
- Dangki. (2001-2002)
- Orakel in China (2000)
- Orakel in Japon (2000)
- Chinesische Orakelkinder (2000)

### Textos electrónicos

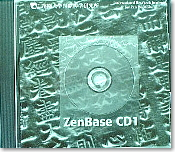
ZenBaseCD1 (1995)

- ZenBase CD1. Kyoto: International Research Institute for Zen Buddhism, 1995